# De Beers Diamond Jewellers
La De Beers Diamond Jewellers Ltd è una società attiva nel settore della vendita al dettaglio di gioielli con pietre preziose. La proprietà della società è equamente divisa tra la multinazionale sudafricana dei diamanti De Beers e dal colosso francese dei beni di lusso LVMH.

## Storia
De Beers è attiva fin dalla fine del XIX secolo nella produzione e commercializzazione di diamanti ma per oltre un secolo ha preferito affidare a terzi il compito della vendita al dettaglio dei diamanti e dei gioielli prodotti. Nel 2001 il gruppo De Beers ha dato vita ad una joint venture con il gruppo LVMH, che già da anni prima acquistava i prodotti De Beers rivendendoli nei propri negozi. Il primo negozio venne aperto in Bond Street a Londra e nel corso degli anni sono stati aperti altri punti vendita in selezionatissime località famose per lo shopping di alto livello.
| Controllo di autorità | VIAF (EN) 133950287 · LCCN (EN) nb2007005566 |